# 吳京 (1934年)
吳京（1934年4月9日—2008年1月14日），男，江蘇鎮江人，中华民国海洋流體力學專家，曾任國立成功大學校長、中華民國教育部部長等職務。

## 生平
1934年出生於南京。1956年获國立成功大學土木系學士学位。1964年获美國愛荷華大學流體力學工程博士学位。1986年當選中央研究院院士。

### 逝世
2008年1月14日，吳京因罕見的壺腹癌病逝於國立成功大學醫學院附設醫院，享壽73歲。1月27日於國立成功大學中正堂舉辦告別式，獲頒總統褒揚令：

　　中央研究院院士、教育部前部長、國立成功大學前校長吳京，器宇軒朗，濬哲特達。少歲卒業成功大學土木學系，旋負笈遊美，獲愛荷華大學博士學位，勤習水利工程，潛心海洋科學。曾任美國德萊威大學講座教授暨海軍科學研究院顧問等職，屢拓專業範疇，益弘研究新域，覃思專精，英聲夙著。遄返國門，接掌成功大學首任遴選校長，創置研究總中心，促進跨校產學合作；強化系所內涵，開展國際學術交流，務實鼎新，校譽芳騰。復於教育部部長任內，推動教育改革，健全人才甄培制度；鼓勵多元價值，建構終身學習方案，深謨遠猷，靖獻彌彰。先後膺選中央研究院暨美國國家工程研究院院士等殊榮，勛華茂烈，輝耀寰宇。綜其生平，奠百年樹人之磐石，成科技福民之懋績，立學立教，薪火賡傳；遺風遺澤，盛範永昭。遽聞凋零，愴悼曷極，應予明令褒揚，用示政府崇禮賢彥之至意。

總　　　統　陳水扁　　　　

行政院院長　張俊雄　　　　

## 争议

### 獲得任命教育部長之內幕
中研院前院長李遠哲的傳記出版，書中披露李登輝曾問他教育部長換吳京適不適合；李遠哲覺得，當年吳京才返台當了兩年成大校長，對國內教育體系與問題恐仍無法掌握，因此建議李登輝，應找很了解國內教育的人。但李登輝最後仍用吳京當部長，取代調任駐法大使的郭為藩。最讓李遠哲訝異的是，李登輝竟屢次公開表示是李遠哲建議任用吳京當教育部部長，讓他百思不解、百口莫辯。後來一位熟悉政情的人向他說明，吳京是宋楚瑜建議與屬意的人選，是為了安撫宋楚瑜。

### 教育部長任內政策實施之爭議
吳京在中華民國教育部部長任內推行的政策也有許多爭議，例如「女生上成功嶺」體驗當兵，就受到「作秀」之譏；在當時，成功嶺是役男在升學之後分配參加軍事訓練的場所，參與時間也可以折抵役期。而女學生無兵役問題，使其政策意義受到質疑。他本人對此舉相當得意，甚至還表示要在該批女學生中「選媳婦」，言行震驚媒體。
在台灣教育改革方面，吳京提出多項措施。例如鼓勵大學生進入研究所深造、升級技職教育至研究等級及開放進修教育的「三條國道」；允許男學生出國遊學等政策。其中「三條國道」開放技職學校升等學院、科大的措施造成大學氾濫，文憑貶值；使他在多年後被學者周祝瑛、黃武雄、輔仁大學社會系教授戴伯芬批評。

### 成大校長職退休後之新聞事件爭議
2004年，自成大退休後，2005年3月立刻參與浙江大學計畫

## 奖项和榮譽
吳京學術專業傑出，曾獲得之學術榮譽，包括高等文官考試及格（1957年）、美國Sigma Xi榮譽協會會員（1970年）、1976年獲得美國Longwood基金會傑出獎、1982年獲得Unidel基金會傑出獎、多次獲得美國德拉瓦大學（University of Delaware）最優教學、研究等多項榮譽（1977、1982、1985、1987年），以及H. Fletcher Brown講座教授（1980-1998年）、並曾於1988年榮獲美國土木工程學會著作獎、美國國家海洋科學教育獎（1991-1994年）。吳京以水利工程領域研究的傑出成就，1995年獲選為美國國家工程研究院（The National Academy of Engineering）院士。
- 美國國會圖書館第二位「榮譽資深克羅基訪問學者」
- 《科學》（SCIENCE）的「PIONEER」科學新聞人物（2006年8月18日出刊）